# Gerő Ödön
Gerő Ödön, születési és 1883-ig használt nevén Grünhut Ödön (Pécs, 1863. szeptember 14. – Budapest, 1939. november 9.) mérnök, művészeti- és szépíró, újságíró.

## Pályája
Grünhut Miksa és Bőke Mária fiaként született zsidó származású családba. A középiskolát és műegyetemi tanulmányait Budapesten végezte. Mérnöki oklevelet szerzett, de a mérnöki pályát hamarosan felcserélte az újságírással. Először a Pesti Hirlapnak dolgozott, itteni álnevei: Viharos, Mártha, Lakatos Endre. Rövid ideig az Ábrányi Emil által szerkesztett Budapesti Ujság zenereferense volt, majd a Neues Pester Journal német nyelvű lap munkatársaként Ego néven írt tárcákat. 1891-ben Fenyvesy Ferenc az általa alapított Magyar Ujsághoz meghívta segédszerkesztőnek. Ugyanebben az évben tíz fiatal íróval együtt megalapította az Élet című lapot, melynek fönnállásáig, hat éven át volt munkatársa, itt Vargha Ilona néven írta cikkeit. Ebben a lapban lett Friedrich Nietzsche híve, eszméinek népszerűsítője. 1910-től a Világ című napilap, 1912-től a Tolnai világlexikona (vagy a Tolnai Világlapja?) szerkesztője, 1919-től a Pester Lloyd belső munkatársa volt.
Részt vett az Izraelita Magyar Irodalmi Társulat megalapításában. Az ő meghívására kereste fel Budapestet Ibsen norvég drámaíró. Ugyancsak ő vetette föl elsőként leánygimnázium létesítésének ötletét, amivel vitákat váltott ki.
Mint elbeszélő, az analizáló írók közé tartozott; különös érdeklődéssel fordult a századvégi Budapest szociális élete felé. Publicisztikai munkásságával hozzájárult a szabadelvű eszmék terjesztéséhez. Később képzőművészeti tanulmányai elvonták a szépirodalomtól, színházi és művészeti kritikákat, tanulmányokat írt. Ezekben a modern művészeti áramlatok és művészeti csoportok (köztük a Nyolcak) elfogadtatásáért küzdött.
Házastársa Hermann Leontin volt.

## Munkái
- Az én fővárosom. Tárcák. Budapest, 1891 [Viharos álnéven]
- Egyének. Elbeszélések. Budapest, 1895
- Tárcák a Szabad Szó számára. Budapest, 1896
- Zichy Mihály élete, művészete és alkotásai. Tizennyolc szövegközti képpel és negyven műmelléklettel. A Pesti Napló ajándéka. Budapest, 1902 (Lándor Tivadarral és Londesz Elekkel közösen)
- Finumháza. Elbeszélés, Budapest, 1902
- Budapest. Budapest, 1904 („Uránia.” Magyar Tudományos Egyesület. Népszerű tudományos felolvasások)
- Férjnél; A béna. Elbeszélések, Budapest, 1904 (Magyar Könyvtár)
- Két világban I–II. Regény. Budapest, 1905
- Modern magyar festőművészek. A modern magyar festészet fejlődése. Budapest, 1906 online (Londesz Elekkel közösen)
- A festőművészet remekei a Szépművészeti Múzeum klasszikus gyűjteményéből. A Pesti Napló előfizetőinek ismerteti Gerő Ödön. Budapest, 1907
- Székely Bertalan. Budapest, 1913
- Ágai Adolf. Az Izraelita Magyar Irodalmi Társaság Évkönyve, Budapest, 1918
- Emlékezések zsidó.magyar értékekre. Budapest, 1933
- Művészetről – művészekről. Budapest, 1939
- Tegnaptól máig. A magyar festészet fejlődése a régiektől az újakig. A magyar festőművészet albuma. Budapest, é. n.
- Az én fővárosom; vál. Csontó Sándor, Saly Noémi; Kortárs, Bp., 2021 (A Tegnap Városa)